# Viola pubescens
Viola pubescens är en violväxtart som beskrevs av William Aiton. Viola pubescens ingår i släktet violer, och familjen violväxter.

## Underarter
Arten delas in i följande underarter:
- V. p. peckii
- V. p. scabriuscula

## Bildgalleri

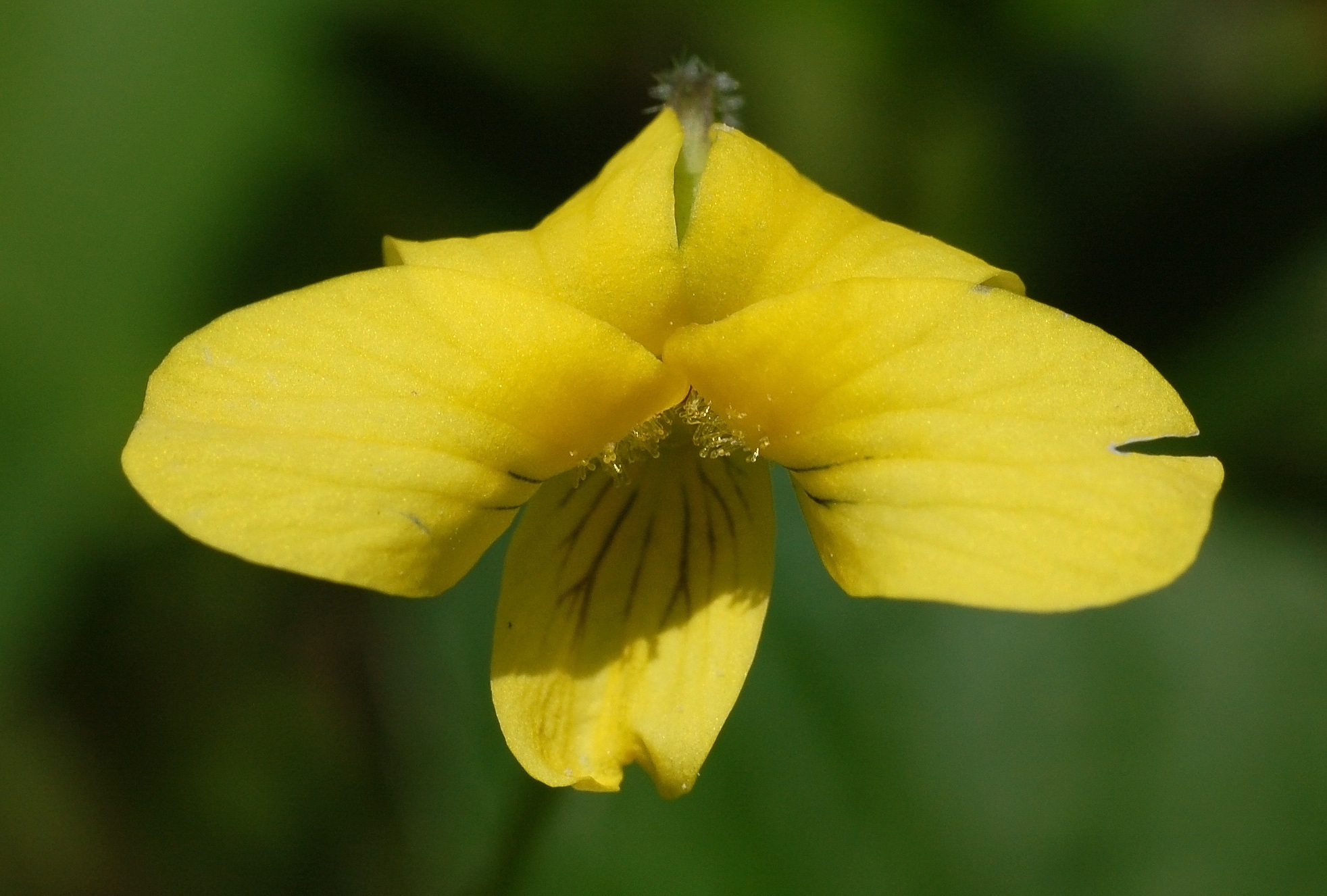